# Nillumbik
Nillumbik är en kommun i Australien. Den ligger i delstaten Victoria, omkring 31 kilometer nordost om delstatshuvudstaden Melbourne. Antalet invånare var 61 273 vid folkräkningen 2016. Arean är 432 kvadratkilometer.
Följande samhällen finns i Nillumbik:
- Eltham
- Doreen
- Diamond Creek
- Eltham North
- Hurstbridge
- North Warrandyte
- Research
- Wattleglen
- Saint Andrews
- Cottles Bridge
- Smiths Gully
- Christmas Hills
- Bend of Islands
- Strathewen
- Nutfield